# Comunitatea Țărilor de Limbă Portugheză
Comunitatea Țărilor de Limbă Portugheză (în portugheză: Comunidade dos Países de Língua Portuguesa; prescurtat ca CPLP), cunoscut și sub numele de Lusophone Commonwealth (Comunidade Lusófona), este o organizație internațională și o asociație politică a națiunilor lusofone din întreaga lume. patru continente, unde portugheza este o limbă oficială. CPLP operează ca un forum multilateral privilegiat pentru cooperarea reciprocă a guvernelor, economiilor, organizațiilor neguvernamentale și popoarelor din Lusofonia. CPLP este format din 9 state membre și 32 de observatori asociați, localizați în Europa, America de Sud, Asia, Africa și Oceania, însumând 37 de țări și 4 organizații.
Istoria CPLP a început când a fost fondată în 1996, la Lisabona, de către Angola, Brazilia, Republica Capului Verde, Guineea Bissau, Mozambic, Portugalia și São Tomé și Príncipe, la aproape două decenii după începutul decolonizării Imperiului Portughez. În urma independenței Timorului de Est în 2002 și a cererii de către Guineea Ecuatorială în 2014, ambele țări au devenit membre ale CPLP. Macao (o regiune administrativă specială a Chinei), Galicia (o comunitate autonomă a Spaniei) și Uruguay sunt interesate în mod oficial de statutul de membru cu drepturi depline, iar alte 17 țări din întreaga lume sunt interesate oficial de statutul de observator asociat.